# 札嘎瓦辜令
札嘎瓦辜令（排灣語：Tjakawakuljing/Tjakuakuljing /sa-Tjakuakuljing），是台灣排灣族神話中的神祇之一，祂是森林中所有動物的飼主。

## 職責
札嘎瓦辜令的信仰主要存在於東排灣群中，人們相信祂是動物之神、是獵場的守護神，所有的動物和獵物都是祂所飼養的，獵得的獵物或儀式用的牲禮也都是祂所賜予的。

## 巫文化
由於排灣族的巫師使用的祭祀道具中的豬碎骨最早便是由獵來的山豬頭骨製成、且很多儀式中也需要用到牲禮或碎骨，因此在巫師將學徒昇立為準巫師的儀式（kiringtjelj）中會特別向祂祭告並感謝，祈求祂未來可以持續賜予族人獵物、並且保護打獵的人們，稱為「請罪謝恩儀式」（kisupasarhiyu）。